# Donji Bunibrod
Donji Bunibrod (en serbe cyrillique : Доњи Буниброд) est un village de Serbie situé sur le territoire de la Ville de Leskovac, district de Jablanica. Au recensement de 2011, il comptait 555 habitants.

## Démographie

### Évolution historique de la population
| 1948 | 1953 | 1961 | 1971 | 1981 | 1991 | 2002 | 2011 |
| ---- | ---- | ---- | ---- | ---- | ---- | ---- | ---- |
| 755  | 748  | 745  | 739  | 696  | 678  | 644  | 555  |

|  |